# Vassa
Vassa (von Pāli vasso, Sanskrit varṣaḥ, beides etwa: Regen; Birmanisch: ဝါဆို, Khmer: វស្សា oder ព្រះវស្សា; Lao: ພັນສາ pʰán săː, manchmal ວັດສາ wāt săː; Thai: พรรษา, pʰan săː; im englischen Sprachgebrauch Rains Residence) ist die traditionelle Rückzugszeit der buddhistischen Mönche (Bhikkhus) während der Regenzeit. Sie dauert drei Monate des Lunisolarkalenders, etwa von Juli bis Oktober.
In der englischen Literatur wird diese Zeit auch oft als Buddhist Lent (buddhistische Fastenzeit) bezeichnet. Dieses wird aber von mindestens einem prominenten Bhikkhu zurückgewiesen, da das christliche Fasten aufgrund unterschiedlicher religiöser Ideen und Hintergründe nicht verglichen werden kann.
Grund dieser Regenzeitklausur: schon vor den Zeiten des Buddha hatte es sich eingebürgert, dass die heiligen Männer (Sadhus und Sannyasins) für drei Monate auf das Umherwandern verzichteten. Denn zu dieser Zeit sprießt auf den Feldern die junge Saat. Um nun die Schösslinge nicht zu zertreten, legte der Buddha fest, dass die Mönche während der Regenzeit außer in Ausnahmefällen in ein und demselben Tempel übernachten. Da der Mahayana-Buddhismus hauptsächlich in Gegenden ohne ausgeprägte Regenzeit verbreitet ist, kennen die Mahayana-Buddhisten kein solches „Retreat“.

## Beginn der „Regenresidenz“
Vassa beginnt mit dem ersten Tag des abnehmenden Mondes im achten Monat des Mondkalenders, am Vortag wird Asalha Puja gefeiert. In Thailand wird der Beginn der Klausur als Khao Phansa (wörtlich etwa: „in die Regenzeit eintreten“) überall im Land gefeiert.
Während der folgenden drei Monate sollen die Bhikkhus nicht umherwandern, das heißt – wie es in einem Kommentar ausgedrückt wird – er muss die aufgehende Sonne an jedem Morgen in der Residenz begrüßen, die er sich für die Regenzeit auserwählt hat. In dieser Zeit sollen sie ihre normalen Pflichten ausüben, es sei denn, sie könnten nicht zur Nachtruhe in ihren Tempel zurückkehren. Es gibt allerdings einige Ausnahmen zu dieser Regel, die „Sieben-Tage-Angelegenheiten“ und „gültige Verhinderungen“. In den Pāṭimokkha-Regeln sind in einer langen Liste die rechtmäßigen „Sieben-Tage-Angelegenheiten“ sowie die „gültige Verhinderungen“ aufgelistet.

## Ende der „Regenresidenz“
Das Ende der Mönchsklausur ist der Tag des Vollmonds im 11. Mondmonat, er wird als „Pavarana-Tag“ bezeichnet. 
In Thailand wird dieser Tag als Wan Ok Phansa (วันออกพรรษา, wörtlich etwa: Tag des Endes der Regenzeit) gefeiert. Am Mekong, in der Nordostregion von Thailand und in Laos werden zu dieser Gelegenheit Bootsprozessionen veranstaltet. 
In den Folgetagen wird anschließend die Kathina-Zeremonie begangen, während der den buddhistischen Mönchen neue Roben übergeben werden. Besonders eindrucksvoll ist die königliche Kathin-Zeremonie in Thailand, bei der der König oder ein Mitglied des Königshauses die Geschenke und Roben übergibt; dies geschieht ausschließlich in Tempeln, die unter der Schirmherrschaft der Königsfamilie stehen (Wat Luang). Sie wird häufig mit einer Königlichen Barkenprozession verbunden.

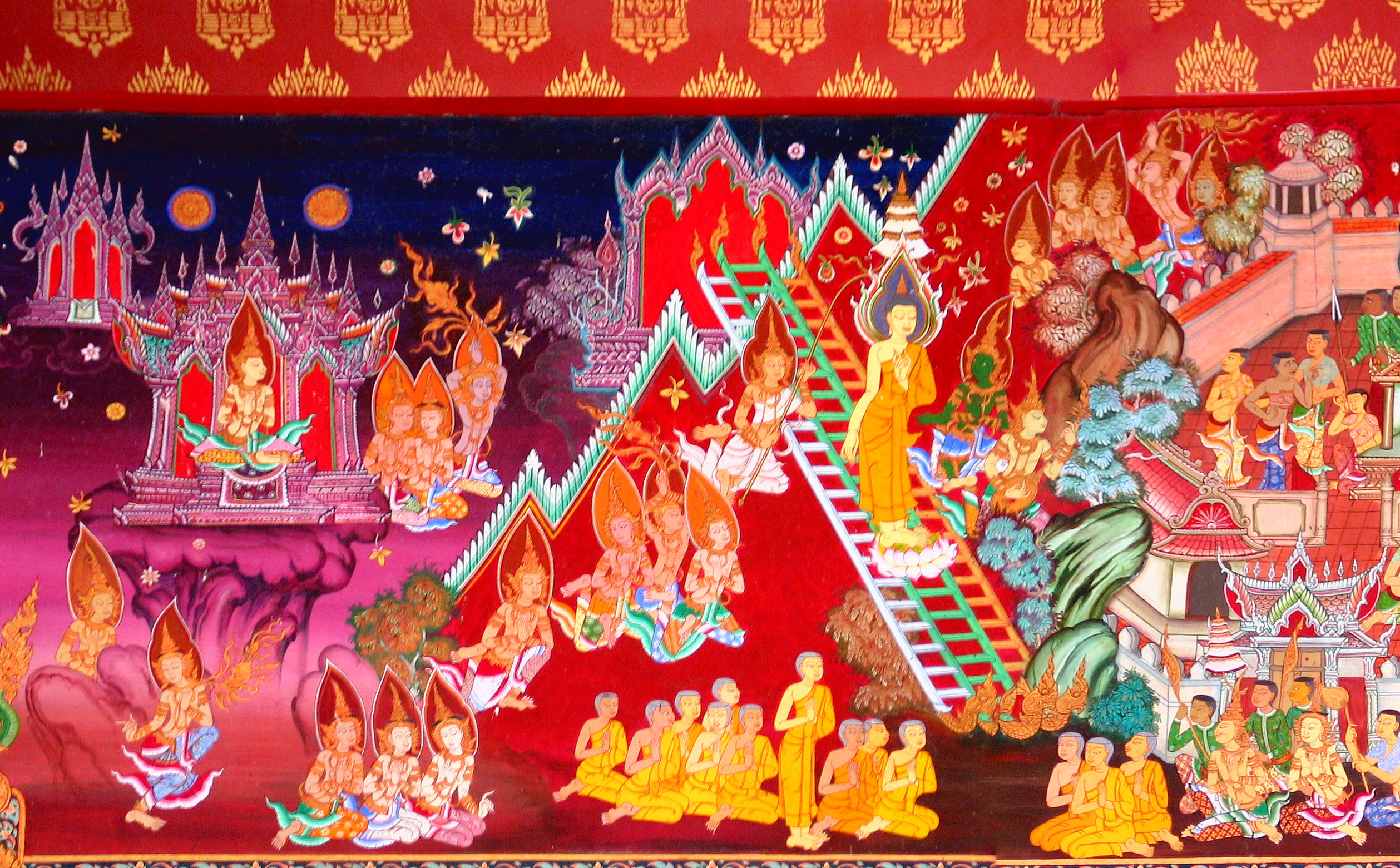
Traditionelle Wandmalerei, Phutthamonthon-Park, Nakhon Pathom, Thailand

In den buddhistischen Legenden wird dieser Tag auch beschrieben als die Rückkehr des Buddha aus dem „Tāvatiṃsa-Himmel“ (Pāli, Sanskrit: Trayastriṃśa, etwa: „33“, daher auch „Welt der 33 Götter“ genannt), wo er während der Regenzeit sowohl den ansässigen Göttern als auch seiner Mutter seine Lehre (Dharma) darlegte. Am Pavarana-Tag stieg er über eine dreifache Treppe auf die Erde zurück, die aus Edelsteinen bestand. Er wurde von den Hindugöttern Indra und Brahma begleitet, die jeweils auf einer goldenen und silbernen Treppe neben ihm hinabstiegen. Zu seiner Rückkehr versammelte sich eine große Zahl von Menschen am Fuße der Treppe, die den Buddha mit Geschenken willkommen hießen. In traditionellen Kunstwerken Thailands und Burmas wird der Buddha auf der Treppe in einer offenen Lotosblüte stehend gezeigt. Der Ort, wo sich dieses Ereignis zugetragen haben soll, ist Sankisa (Farrukhabad-Division, Uttar Pradesh, Indien), welches zu den acht traditionellen Pilgerzielen der Buddhisten zählt.